# Kogentní právní norma
Kogentní právní norma (lat. ius cogens; někdy také označována jako kategorická) je taková právní norma, u níž není možné se odchýlit od její dispozice. Jejím opakem je právní norma dispozitivní.
Kogentní normy jsou typické zejména pro právo veřejné. Nepřipouštějí odchylný projev vůle či chování subjektů právního vztahu od pravidla chování (nepřipouští právo autonomní) stanoveného v dispozici normy. Subjektům stanovují práva a povinnosti, a to podmíněně či nepodmíněně. Jinými slovy, donucující ustanovení zákona jsou taková ustanovení zákona, od kterých se jejich subjekt nemá možnost smluvně odchýlit. 
Příkladem kogentních právních norem ve sféře práva soukromého mohou být ve smyslu ustanovení § 1 odst. 2 občanského zákoníku normy upravující postavení osob, včetně práva na ochranu osobnosti. Odchýlit se od znění zákona také není možné v případě, jestliže by ujednání stran porušovalo dobré mravy či veřejný pořádek. Další taková ustanovení obsahuje od roku 2014 zákon o obchodních korporacích (ZOK).